# Convención de vagabundos
 Convención de vagabundos es una película de Argentina dirigida por Rubén W. Cavallotti según el guion de Hugo Moser que se estrenó el 10 de junio de 1965 y que tuvo como protagonistas a Ubaldo Martínez, Graciela Borges, Osvaldo Miranda, Mario Fortuna y Palito Ortega. Fue la última película de Mario Fortuna.

## Sinopsis
Un vagabundo que recibió una gran fortuna como herencia convoca a sus pares para decidir qué hacer con ella.

## Reparto
- Ubaldo Martínez
- Graciela Borges
- Osvaldo Miranda
- Mario Fortuna
- Palito Ortega
- Carlos Gómez
- Atilio Marinelli
- Juan Carlos Thorry
- Juan Carlos Lamas
- Marcos Zucker
- José Luis Mazza
- Osvaldo Terranova
- Julio De Grazia
- Lalo Malcolm
- Beto Gianola
- Vicente Rubino
- Sandro
- Marta Ecco
- Carmen Vallejo
- León Sarthié
- Mario Savino

## Comentarios
En Tiempo de Cine de septiembre de 1965 el crítico Antonio A. Salgado opinó:

”Si los dardos satíricos del libretista …hubieran armonizado con las tomas breves y la cámara (excesivamente movediza) de Cavallotti, éste habría sido el film del año. Pero el drama no existe, pues los personajes vocean sus ideas en diálogo ampuloso y discursivo. Quedan como saldo las puntas satíricas, melladas por la convencional canción final de Palito Ortega.”

La Nación dijo:

”Un intento de sátira social no logrado….su tono de protesta social está viciado de sensacionalismo…lenguaje satírico muy primario….excesivo rebuscamiento.”

En nota del diario La Capital se expresó :

”Diálogo tan frondoso como poco feliz, lo cual sumado a la carencia de ritmo y a la desorientación del relato da como resultado una película fatigante y casi soporífera.”